# Lygdamis z Naksos
Lygdamis – tyran Naksos w VI wieku p.n.e. Władzę zdobył dzięki pomocy Pizystrata. Był ojcem Lygdamisa, tyrana Halikarnasu.